# Fadolivirus algeromassiliense
Genre
Espèce
Fadolivirus algeromassiliense est une espèce de virus géants de la famille des Mimiviridae. Son hôte naturel est l'amibe Vermamoeba vermiformis,.